# Eumastostethus cuisinieri
Eumastostethus cuisinieri är en mångfotingart som beskrevs av Hoffman 1978. Eumastostethus cuisinieri ingår i släktet Eumastostethus och familjen Chelodesmidae. Inga underarter finns listade i Catalogue of Life.